# CW-II
CW-II (CW-II bis) – polski szybowiec przejściowy z okresu międzywojennego, wpisany do polskiego rejestru szybowców jako nr 1.

## Historia

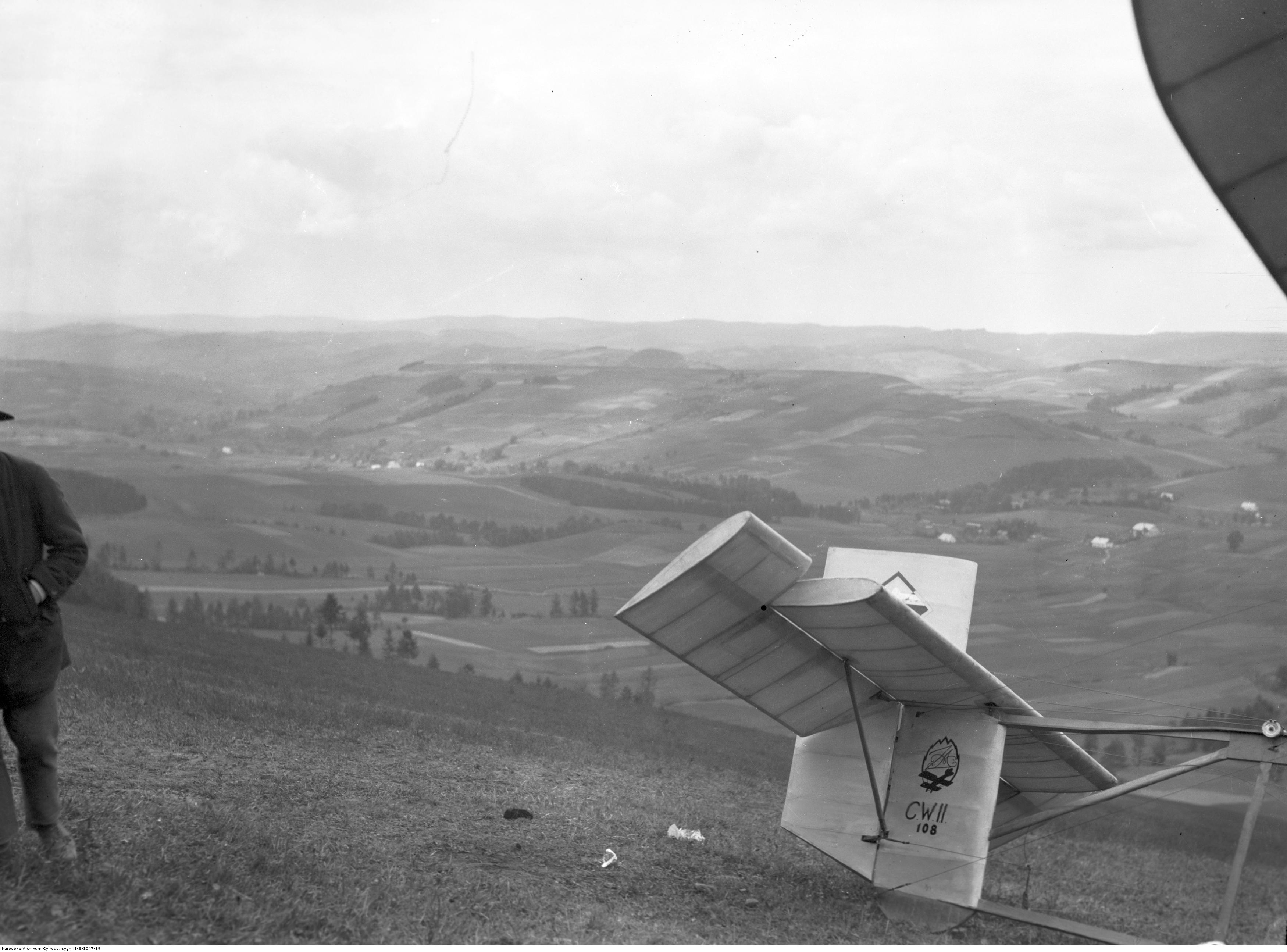
Statecznik szybowca CW-II

W 1929 roku Wacław Czerwiński opracował konstrukcję dwóch szybowców: przejściowego i szkolnego. Pierwszy z nich otrzymał nazwę CW-II. Został on zbudowany w warsztacie stolarskim Szczupłakiewicza we Lwowie (później warsztat ten został warsztatem szybowcowym Związku Awiatycznego Studentów Politechniki Lwowskiej). Szybowiec ten został wpisany do polskiego rejestru szybowców pod numerem pierwszym.
Jesienią szybowiec został oblatany przez Szczepana Grzeszczyka na lotnisku w Skniłowie, będąc holowany przez samochód. Pod koniec października 1929 roku w ramach II Wyprawy Szybowcowej ZASPL do Bezmiechowej przewieziono go na lądowisko w Bezmiechowie, gdzie w rozpoczęły się loty swobodne tego szybowca. W dniu 2 listopada 1929 roku pilot Szczepan Grzeszczyk ustanowił na nim nowy rekord Polski w długotrwałości lotu – 2 godziny i 11 minut. W czasie tej wyprawy na szybowcu tym latali także Rudolf Matz i Adam Nowotny. Po zakończeniu wyprawy szybowiec CW-II pozostawiono na lądowisku w Bezmiechowej.
W kwietniu – maju 1930 roku zorganizowano III Wyprawę Szybowcową w Bezmiechowej. Szybowiec był wtedy wykorzystywany do szkolenia nowych pilotów. Szkolenie na nim odbywało się także w 1931 roku, wtedy jednak szybowiec uległ poważnemu uszkodzeniu i w zimie na przełomie 1931/1932 roku był remontowany, w czasie tego remontu dokonano szereg zmian w jego konstrukcji, dotyczące samego kadłuba – wydłużono osłonę kabiny i płatu, który został umocowany niżej oraz skrzydła z trójdzielnego przebudowano w dwudzielne. Zmiany te spowodowały zmianę niektórych danych technicznych oraz lotnych, oznaczono więc ten szybowiec jako CW-II bis, później jeszcze otrzymał przezwisko Maciornik, gdyż był niewrażliwy na przeciąganie a tym samym mniej narażony na wypadki i uszkodzenia. Służył on na lądowisku Bezmiechowo do szkolenia lądowania pod stok oraz treningów nowych pilotów szybowcowych. Pomimo częstych uszkodzeń i remontów był użytkowany do 1935 roku, gdy ostatecznie został skasowany z powodu zużycia.

## Użycie w lotnictwie
Szybowiec CW-II (później CW-II bis) w latach 1929–1935 był użytkowany przez członków Związku Awiatycznego Studentów Politechniki Lwowskiej (ZASPL) do szkolenia i treningów na lądowisku Bezmiechowo, które założyli w 1929 roku.

## Konstrukcja
Jednomiejscowy szybowiec przejściowy w układzie zastrzałowego górnopłata.
Kadłub o konstrukcji kratownicowej usztywnionej naciągiem z linek. Wyposażony w hak do startu z lin gumowych. Kabina pilota odkryta, posiadała płócienną osłonę. Tablica przyrządów wyposażona w prędkościomierz, wysokościomierz i zegar.
Skrzydło prostokątne, trójdzielne, jednodźwigarowe, usztywnione linkami. Podparte drewnianymi zastrzałami. Do pierwszego dźwigara kryte sklejką, pozostała część kryta płótnem. Wyposażone w lotki o napędzie linkowym. 
Usterzenie drewniane kryte płótnem. Statecznik poziomy niedzielny podparty zastrzałami.
Podwozie jednotorowe składało się z podkadłubowej płozy i płozy ogonowej.